# The Red Violin
The Red Violin és una pel·lícula de l'any 1998 dirigida per François Girard i co-produïda per Canadà, Itàlia i el Regne Unit. El compositor John Corigliano va rebre un Oscar per la banda sonora.

## Argument
En un taller de la Itàlia del segle xvii, un mestre artesà crea la seva obra definitiva, un violí perfecte i envernissat de vermell, per al seu fill a punt de néixer. A partir d'aquell moment, l'instrument viatja de mà a mà des de Cremona a Viena, Oxford, Shanghai, fins a arribar a Montreal a l'època actual.
Quan en el part mor la dona de Busotti (Cremona), el mestre artesà, com acte d'amor, barnissa el violí amb la seva sang. Com que el nen no pot sobreviure, dona el violí a un monestir-orfenat.
Abans de parir la dona, la Cesca, la criada, li fa una predicció sobre el seu futur, la primera carta, "la lluna", diu que viurà molt de temps, i es compleix, ja que encara que mori, la seva essència està dins el violí.
Al monestir, el violí passa per mans de molts nens, fins que arriba a un nen prodigi, Kaspar Weiis (Viena). A en Kaspar l'adopta l'expert en música George Poussin, que el presenta a un càsting davant el rei. En provar de tocar, mor d'un atac de cor. I així es compleix la segona carta, "el penjat", que diu que durà mort.
Quan enterren en Kaspar, el violí l'acompanya. Però uns gitanos el roben i li venen a Frederick Pope (Òxford), músic anglès.
Pope té una xicota que li dona inspiració. Un dia se’n va a un altre lloc per culpa del treball i el músic es queda sol. Ella li comença a enviar moltes cartes i ell no la suporta i li és infidel. Quan la seva dona s'adona que li és infidel, dispara al violí.

El criat xinès d'en Pope, s'emporta el violí cap a la Xina, on el restauren. Allà el compra la Xiang Pei (Shanghai). Que en créixer es fa membra del govern i no el pot tenir així que li regala a un aficionat en violins, que el cuida fins a la mort. I així es compleix la quarta carta, "la justícia".
A casa d'aquest home, la casa de subhastes Duval troba el violí. En veure'l, l'expert en instruments, Charles Morritz (Montreal), queda sorprès, i el dia de la subhasta el canvia per una còpia i li regala a la seva filla. Així es compleix la cinquena i última carta, "la mort" (que surt a l'inrevés), que diu que per fi tindrà pau.
La pel·lícula es considera que està inspirada per un dels violins de Stradivarius, el Red Mendelssohn (1720), que utilitza actualment Elizabeth Pitcairn, després que el seu avi l'adquirís pel seu setzè aniversari, per 1,6 milions de dòlars, a la subhasta de Christie's a Londres. Apropiadament, és un dels pocs solistes que toca el Red Violin Chaconne compost per John Corigliano per a la pel·lícula.

## Curiositats
- Joshua Bell, que fou el violinista que va interpretar el solo a la banda sonora, era també qui tocava el violí substituint a l'actor. Quan els actors necessitaven ser mostrats tocant el violí, Bell s'amagava darrere l'actor, i la seva mà esquerra seria la mà vista per la càmera al coll del violí. Segons una entrevista feta per Bell a NPR, el director l'hagué de renyar unes quantes vegades per sobreactuar.
- Quan Frederick Pope es prepara per tocar la seva peça original a la rotunda, just després que el director abandoni l'orquestra, es pot veure a Joshua Bell com un dels violinistes en l'orquestra.
- Al rodatge a Shangai, l'actor i director Wang Xiaoshuai hi va interpretar el paper d'un dels quatre policies.
- A Catalunya Música hi ha un programa de música de cinema que pren el nom de la pel·lícula en català: El violí vermell. El presenta setmanalment Xavier Cazeneuve.[1]